# Argina guttata
Argina guttata là một loài bướm đêm thuộc phân họ Arctiinae, họ Erebidae.